# Часовня в Метгетене
Часовня в Метгетене (Лесная церковь, нем. Waldkirche Metgethen) — евангелическая часовня в посёлке имени Александра Космодемьянского (бывш. Метгетен, нем. Metgethen) на Лужской улице (совр. ул. Сержанта Карташева). Сооружена на пожертвования преуспевающего предпринимателя Густава Бруна, освящена в 1925 году. Спроектировал часовню директор Кёнигсбергской академии искусств профессор Мэй (нем. Edmund May). Здание было восьмиугольным и имело 300 мест для прихожан. Внутри находился орган, имевший 17 регистров. На башенке был один колокол.
В 1945 году церковь не была разрушена. После войны здание использовалось как склад и полностью разрушилось к 1988 году.

## Современный адрес
г. Калининград, Посёлок имени Александра Космодемьянского